# Santa María el Chico
Santa María el Chico är en ort i Mexiko.   Den ligger i kommunen Tulancingo de Bravo och delstaten Hidalgo, i den sydöstra delen av landet, 110 km nordost om huvudstaden Mexico City. Santa María el Chico ligger 2 147 meter över havet och antalet invånare är 725.
Terrängen runt Santa María el Chico är kuperad västerut, men österut är den platt. Runt Santa María el Chico är det tätbefolkat, med 476 invånare per kvadratkilometer. Närmaste större samhälle är Tulancingo, 4,3 km sydost om Santa María el Chico. Omgivningarna runt Santa María el Chico är en mosaik av jordbruksmark och naturlig växtlighet.